# Dhing
Dhing ist eine Stadt im Bundesstaat Assam im Osten Indiens.
Die Stadt befindet sich im Distrikt Nagaon 5 km südlich des Brahmaputra sowie 23 km nordwestlich der Distrikthauptstadt Nagaon.
Die nationalen Fernstraßen NH 35 und NH 37 führen durch die Stadt.
Dhing hat als Stadt den Status eines Municipal Board und hatte beim Zensus 2011 knapp 19.235 Einwohner.